# Лёгкие крейсера типа «Белфаст»
Лёгкие крейсера типа «Белфаст» — тип лёгких крейсеров Королевского военно-морского флота Великобритании времён Второй мировой войны. Всего для британского флота построено 2 корабля: «Белфаст» (Belfast), «Эдинбург» (Edinburgh).
После войны были объединены с крейсерами типов «Манчестер» и «Саутгемптон» в тип «Таун». Стали развитием лёгких крейсеров типа «Манчестер». Наиболее совершенные лёгкие крейсера британского флота.

## История создания
Началось всё с того, что флот Страны восходящего солнца заказал четыре крейсера типа «Могами», которые при стандартном водоизмещении 9500 дл. т несли 15 155-мм орудий, 100 мм бортовой пояс и защиту артиллерийских погребов толщиной в 140 мм. При этом декларировали, что стандартное водоизмещение крейсеров 8500 дл. тонн. Формально эти крейсера считались лёгкими, но по силе они оказались сопоставимы тяжёлым.

## Конструкция
Корпус крейсеров имел классическую полубачную конструкцию с наклонным форштевнем и крейсерской кормой. Обводы — характерные для британской школы кораблестроения: круглоскулые с характерным изломом. Полубак занимал около 45 %. Набор корпуса осуществлялся по продольной схеме.
Конструкция крейсеров в основном повторяет конструкцию «Саутгемптона», однако машинные и котельные отделения смещены в корму и корпус на 7 м длиннее 180-метрового (592 фута) корпуса «Саутгемптона». Обводы корпуса — круглоскулые, с ярко выраженным скуловым изломом в носовой части. Корпус разделён поперечными водонепроницаемыми переборками на 15 отсеков, конструктивная противоторпедная защита отсутствовала. На протяжении всей длины корпуса проходит двойное дно, в районе погребов — тройное. Высота надводного борта при нормальном водоизмещении составляла 9,45 м в носу (против 9,33 м крейсера «Глостер») и только 4,95 м на миделе и 5,56 м — в корме.
Тип «Белфаст» первоначально рассчитывался на шестнадцать 152-мм орудий в четырёх четырёхорудийных башнях. От этой идеи вскоре отказались и вернулись к четырём трёхорудийным башням, хотя и улучшенной конструкции, что позволило сократить расчёт башни и увеличить скорость подачи боеприпасов. Сэкономленные тонны потратили на размещение четырёх дополнительных 102-мм зенитных орудий, при этом между ними разместили легко бронированные укрытия для прислуги, восьмиствольный «Пом-Пом» и дополнительную броневую защиту. Палубный настил — из твёрдого сорта древесины, привезенного с острова Борнео.
Стандартное водоизмещение составляло 10 069 дл. тонны, полное — 12 672 дл. тонны.
Спасательные средства состояли из трёх моторных катеров длиной 11 м, одного моторного катера длиной 8 м, одного моторного 11-метрового полубаркаса, двух парусно-гребных 10-метровых катеров, двух 8-метровых вельботов, одного 5-метрового моторного динги и двух 4-метровых динги. Кроме того крейсера несли спасательные плоты Карлея.
Лёгкие крейсера типа «Белфаст» оснащались тремя бесштоковыми якорями конструкции Байерса массой 5588 кг (два основных и один запасной), одним кормовым стоп-анкером Адмиралтейского типа массой 711 кг и одним верпом Адмиралтейского типа массой 508 кг.

### Энергетическая установка
Главная энергетическая установка состояла из четырёх турбозубчатых агрегатов Парсонса и четырёх трёхколлекторных паровых котлов Адмиралтейского типа. Все котлы имели пароперегреватели, подогреватели топлива и воздуха. Схема — эшелонная; котлы расположены попарно в двух котельных отделениях, ТЗА — в двух машинных. Рабочее давление пара в котлах — 24,61 кг/см² (24,29 атм.), температура — 343°С, нормальное время подготовки к походу — около 4 часов. Проектная дальность хода составляла 10 000 морских миль на ходу 16 узлов и 12 200 миль на ходу двенадцать узлов. Каждое котельное отделение оборудовалось четырьмя турбовентиляторами, которые создавали избыточное давление 241,3 мм водяного столба. По сравнению с крейсерами типа «Линдер» и «Аретьюза» «Тауны» имели более экономичные, хотя и более тяжелые агрегаты «крейсерского типа». Три турбины (высокого, низкого давления со ступенью заднего хода и крейсерская турбина) и редуктор составляли турбозубчатый агрегат. Турбина крейсерского хода располагалась перед ТВД и соединялась с её валом через редуктор с гидравлической муфтой, на полном ходу она отключалась. Мощность и частота вращения были следующие:
- ТВД — 9400 л. с. при 3350 об/мин.
- ТНД — 10 600 л. с. при 2400 об/мин.
- ТКХ — 5000 л. с. при 6400 об/мин.

Проектная мощность составляла 80 000 л. с. при частоте вращения винтов 300 об/мин, что должно было обеспечить скорость хода (при полной нагрузке) в 31 узел, максимальная скорость при стандартном водоизмещении должна была составить 32,25 узла. Турбины приводили во вращение с четыре трёхлопастных винта ∅ 3,43 м и шагом 4,19 м.
Максимальная скорость при чистом днище под одними крейсерскими турбинами составляла 23 узла, с расходом топлива 7,5 т/ч, что соответствовало дальности плавания 6141 миля.
На ходовых испытаниях в мае 1939 года «Эдинбург» при водоизмещении в 10 550 дл. т (близком к стандартному) развил скорость 32,73 узла при мощности 81 630 л. с. «Белфаст» при водоизмещении 10 420 дл. т показал соответственно 32,98 узла и 81 140 л. с.
Крейсера имели две независимые электрические системы — переменного и постоянного тока. Основная силовая система напряжением 220 В постоянного тока использовалась для освещения, привода вентиляторов, силовых электродвигателей, отопления. Сеть переменного тока питала гирокомпас, систему управления огнём, радиооборудование и «АСДИК».
Электроэнергию вырабатывали два турбогенератора мощностью по 350 кВт и один в 400 кВт. Сеть постоянного тока питали два дизель-генератора мощностью по 300 кВт; третий (50 кВт) использовался в качестве аварийного. Аварийное освещение работало от аккумуляторных батарей.

### Вооружение

#### Артиллерийское вооружение
Артиллерийское вооружение крейсеров типа «Белфаст» включало двенадцать 152-мм и столько же 102-мм орудий.
152-мм пушки Мк-XXIII с длиной ствола в 50 калибров являлись орудиями главного калибра на всех британских лёгких крейсерах предвоенной постройки, начиная с «Линдера». Первоначально они устанавливались в двухорудийных башнях Мк-XXI («Линдер», «Сидней», «Аретьюза»), затем в трёхорудийных Мк-XXII (тип «Саутгемптон») и Мк-XXIII («Белфаст», «Фиджи»), с минимальным расстоянием между осями орудий при нулевом угле возвышения 1,98 м. Особенностью британских трёхорудийных башен было смещение среднего ствола назад на 0,76 м для того чтобы предотвратить рассеивание снарядов из-за взаимного влияния дульных газов при полных залпах. Для 152-мм орудий использовалось два типа снарядов — полубронебойный с баллистическим колпачком и фугасный. Масса обоих равнялась 50,8 кг, вес взрывчатого вещества в первом 1,7 кг (3,35 %), во втором — 3,6 кг (7,1 %). Существовало два вида зарядов — нормальный (13,62 кг) и беспламенный (14,5 кг). При использовании любого начальная скорость снаряда равнялась 841 м/с, что обеспечивало максимальную дальность стрельбы 23 300 м (125 кбт) при угле возвышения орудия 45°. Вместимость погребов — 200 снарядов на орудие. Живучесть ствола составляла 1100 выстрелов при стрельбе нормальным зарядом и 2200 — беспламенным. Максимальная дальность стрельбы при угле возвышения 45° — 23 300 м. Диапазон углов, при котором осуществлялось заряжание был от −5 до 12,5°. Скорострельность составляла до восьми выстрелов в минуту, но больше зависали от скорости подачи, которая на «Белфаст» и «Фиджи» была выше чем на «Саутгемптоне» и «Манчестере». В наследие от четырёхорудийной башни «Белфаст» получил три подъёмника каждый производительностью двенадцать снарядов в минуту и три подачных трубы каждая производительностью двенадцать зарядов в минуту, подающие напрямую боеприпасы из погребов прямо в башни.
Крупнокалиберная зенитная артиллерия состояла из двенадцати 102-мм пушек Мк-XVI в спаренных палубных установках Мк-XIX. Длина ствола пушки составляла 4572 мм (45 клб.), вес вместе с затвором — 2042 кг. В установке Мк-XIX оба ствола находились в одной люльке, расстояние между осями орудий — 53,3 см, максимальный угол возвышения — 85°. Масса снаряда — 15,88 кг; дальность стрельбы при угле возвышения 45° составляла 18 150 м, досягаемость по высоте — 11 890 м, техническая скорострельность — 20 выстрелов в минуту, хотя практическая была ниже: около 12-15 выстрелов. Первоначально более высокие, чем у предшественниц, характеристики орудий снизили живучесть до 600 выстрелов, но после начала применения новых беспламенных порохов она возросла до 1800 выстрелов.
Зенитное вооружение составляли пара счетверённых 12,7-мм пулемёта, Vickers .50 и два восмиствольных Пом-пома. Двухфунтовый автомат «Виккерс» Mk.VII являлся развитием модели Mk. I, созданной ещё в Первую мировую войну, обе модели называли «пом-помом» за характерный звук, издаваемый при выстреле, имел ту же длину ствола 40,5 калибра и обеспечивал новому 764-граммовому HV снаряду начальную скорость 732 м/с (старый «Пом-пом» использовал 907 граммовые LV снаряды с начальной скоростью 585 м/с). Он имел эффективную досягаемость по высоте 1700 ярдов (1550 м) вместо не очень большой 1200 ярдов (1100 м) у старого, хотя и это было не очень много, но отчасти компенсировалось высокой — 100 выстрелов/мин на ствол скорострельностью, позволявшей развивать высокую плотность огня. Управление стрельбой велось с помощью зенитных директоров с 1,22-м дальномерами. Кроме того имелись два 7,69-мм пулемёта Виккеса.
На вооружении десантных партий состояли 16 ручных пулемётов (шесть «Брен» и десять «Льюсов»).
И, наконец, в мирное время, в состав вооружения крейсеров входили трехфунтовые (47-мм) салютные пушки Гочкиса, созданные в 80-е годы XIX века во Франции и устанавливавшиеся на крупных кораблях исключительно для представительских целей.

#### Авиационное вооружение
Авиационное вооружение в 30-е годы считалось важной частью боевой мощи крупного надводного корабля. На типе «Белфаст», как и на их предшественниках, находились три гидросамолета «Supermarine Walrus». Два из них хранились со сложенными крыльями в отдельных ангарах в носовой надстройке, третий — стоял на катапульте. Катапульта D-1H — пороховая, длиной 28 м. Подъём самолётов на борт осуществлялся двумя 7-тонными электрическими кранами, установленными побортно сзади катапульты. С приходом на крейсера радиолокации необходимость в бортовых разведчиках отпала и с середины войны авиационное оборудование с крейсеров демонтируется.

#### Торпедное вооружение
Крейсера были вооружены двумя трёхтрубными торпедными аппаратами TR-IV калибром 533 мм, установленными на верхней палубе по бортам, в средней части корабля. Боекомплект состоял из 12-ти 533-мм торпед. Запасные торпеды (парогазовые Мк-IX) хранились в помещении между аппаратами, защищенном 16-мм стальными плитами. На крейсерах использовали единственную установку хода 9,6 км на 36 узлах.
«Белфаст» был одним из немногочисленных крупных кораблей периода Второй мировой войны, кто применил свое торпедное оружие в бою (в декабре 1943 года по «Шарнхорсту»). Торпедные аппараты были демонтированы в ходе капитальной модернизации 1955—1959 годов.

### Бронирование
Вес брони, без брони башен, составлял 18,6 % от стандартного водоизмещения. По сравнению с «Саутгемптоном» поменялась схема защиты: 114-мм броневой пояс стал значительно длиннее, что позволило отказаться от коробчатого бронирования погребов. Пояс опускался ниже ватерлинии на 0,91 м, по высоте доходил до главной палубы (в районе машинно-котельных отделений — до верхней палубы). Поперечные траверсы были одинаковой толщины — 63 мм, броневая палуба — 50 мм и 76 мм в районе погребов боезапаса носовых и кормовых башен. Рулевой привод сверху защищался 50-мм главной палубой, а с боков — 25-мм коробом.
Было усилено бронирование барбетов — теперь над палубой их толщина со стороны бортов составила 102 мм (51+51), а в нос и корму — 51 мм (25+25), за бортом, до броневой палубы, их толщина со стороны бортов составила 51 мм, а в нос и корму — 25 мм. Башни имели толщину 102/51/51 мм — лоб/борт/крыша.

## Служба
«Белфаст» — заложен 10 декабря 1936 г., спущен 17 марта 1938 г., вошёл в строй 3 августа 1939 г.
«Эдинбург» — заложен 29 декабря 1936 г., спущен 31 марта 1938 г., вошёл в строй 6 июля 1939 г.

## Оценка проекта
Среди британских лёгких крейсеров межвоенной постройки крейсера типа «Белфаст» выделяются тем, что в этом проекте боевые качества явно преобладают над крейсерскими. По мощи вооружения и броневой защите они лидируют в своем классе во флоте «владычицы морей».
Общий вес брони составлял 18,6 % от стандартного водоизмещения, что больше чем у «Саутгемптона» — 17,7 % и «Линдера» — 11,7 %. У американских крейсеров этот показатель также был ниже: у «Бруклина»— 15 % (18,5 %), «Кливленда» — 13,18 %, на последнем система защиты «всё или ничего» была доведена до абсурда. Бронирование советского крейсера «Максим Горький» имело примерно такой же относительный вес 18,75 % (1536 тонн), но при этом было менее рациональным, у итальянского крейсера «Дюка д’Аоста» — 1670 тонн или 20 %. Скорость «Белфаста» соответствовала британскому стандарту, но заметно уступала скорости советских, итальянских и японских крейсеров. Дальность плавания в британском флоте традиционно была большая. По этому показателю «Белфаст» превосходил лёгкие крейсера всех других стран (за исключением американских), но среди своих «соотечественников» не выделялся ни в лучшую, ни в худшую сторону. К недостаткам «Белфаста» следует отнести неудачную систему подачи боезапаса к 102-мм зениткам, а также пониженную остойчивость по сравнению с типом «Манчестер». Хотя среди сопоставимых крейсеров британцы были одними из самыми дешёвыми в мире, строительство «Белфаста» обошлось в 2,141 млн фн. ст, (при курсе 0,2 £ за доллар США) последний «бруклин» обошёлся в 25 млн. $, контрактная стоимость каждого заказа на крейсер типа «Могами» составляла 24,9 млн иен(при курсе 4,2675 иен за доллар США), для Британии они были слишком дороги (строительство «Белфаста» обошлось примерно на 300 тыс. фунтов дороже, чем строительство тяжелого крейсера типа «Каунти»). Созданный после «Белфаста» более компактный «Фиджи» при аналогичном вооружении был на 2 тыс. т легче, причем ухудшение его боевых качеств (бронирования, дальности плавания) и сокращение резервов для дальнейшей модернизации посчитали малозначимыми.